# Xianhe (köpinghuvudort i Kina, Hubei Sheng, lat 32,24, long 109,90)
Xianhe (kinesiska: 县河) är en köpinghuvudort i Kina. Den ligger i provinsen Hubei, i den centrala delen av landet, omkring 450 kilometer nordväst om provinshuvudstaden Wuhan. Antalet invånare är 17 624. Befolkningen består av 7 903 kvinnor och 9 721 män. Barn under 15 år utgör 14,0 %, vuxna 15-64 år 75 %, och äldre över 65 år 9,0 %.
Runt Xianhe är det ganska tätbefolkat, med 96 invånare per kvadratkilometer. Närmaste större samhälle är Shuiping, 11,5 km nordväst om Xianhe. I omgivningarna runt Xianhe växer i huvudsak blandskog.
Genomsnittlig årsnederbörd är 1 072 millimeter. Den regnigaste månaden är september, med i genomsnitt 177 mm nederbörd, och den torraste är december, med 5 mm nederbörd.